# Triakis
Triakis J. P. Müller & Henle, 1838 è un genere di palombi della famiglia dei Triakidi. Il nome deriva dal greco τρι (tri), che significa «tre», e dal latino acis, che vuol dire «affilato» o «appuntito», in riferimento ai denti tricuspidati di questi squali.

## Tassonomia
Il genere comprende cinque specie:
- Palombo dalle bande - Triakis scyllium Müller & Henle, 1839: fondali del Pacifico occidentale, dalle Filippine alla Siberia;
- Palombo dai denti affilati - Triakis megalopterus (Smith, 1839): fondali dell'Africa meridionale;
- Squalo leopardo - Triakis semifasciata Girard, 1855: fondali del Golfo di California e costa pacifica americana e messicana;
- Palombo maculato - Triakis maculata Kner & Steindachner, 1867: acque costiere del Perù, del Cile e delle Galapagos;
- Palombo dalle pinne falcate - Triakis acutipinna Kato, 1968: acque costiere dell'Ecuador.